# لیاندرو لیسا آزودو
لیاندرو لیسا آزودو (به پرتغالی: Leandro Lessa Azevedo) هافبک اهل برزیل است که در شهر ریبرآ پرتو و در تاریخ ۱۳ اوت ۱۹۸۰ به دنیا آمده‌است.
لیاندرو در تیم‌های فوتبال Botafogo-SP سابقهٔ حضور دارد.